# Клајн Упал
Клајн Упал (њем. Klein Upahl) општина је у њемачкој савезној држави Мекленбург-Западна Померанија. Једно је од 62 општинска средишта округа Гистров. Према процјени из 2010. у општини је живјело 284 становника. Посједује регионалну шифру (AGS) 13053041.

## Географски и демографски подаци
Клајн Упал се налази у савезној држави Мекленбург-Западна Померанија у округу Гистров. Општина се налази на надморској висини од 78 метара. Површина општине износи 7,9 km². У самом мјесту је, према процјени из 2010. године, живјело 284 становника. Просјечна густина становништва износи 36 становника/km².